# Манди (княжество)

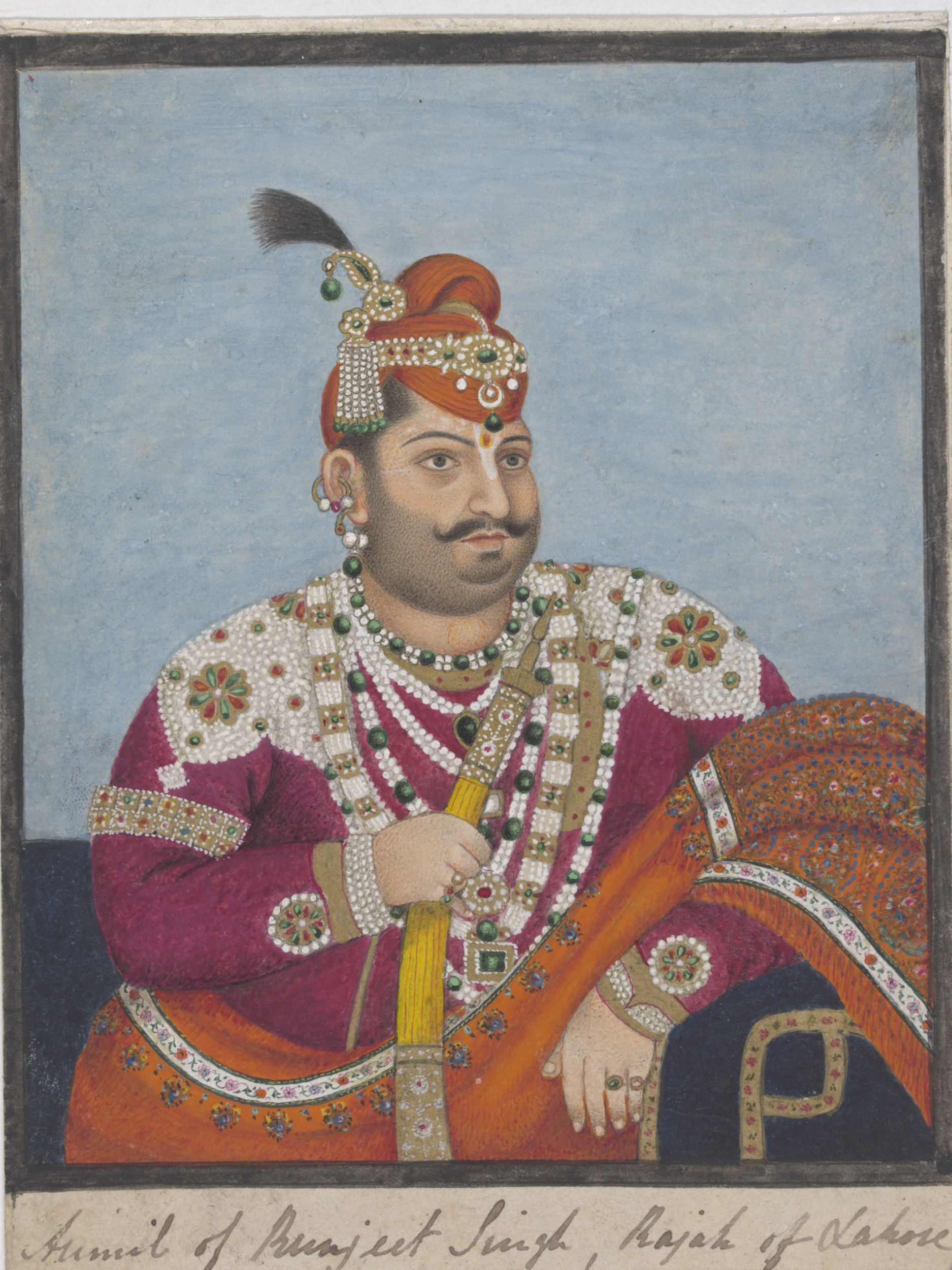
Портрет Ишвари Сена, раджи Манди (1788—1826)

Княжество Манди — туземное княжество Британской Индии. Оно находилось в Пенджабе, столицей был город Манди, штат Химачал-Прадеш. Княжество Манди (название на хинди означает «рынок»), в который входили два города и 3625 деревень, был частью княжеств Пенджабских холмов. Оно располагался в Гималайском хребте, гранича на западе, севере и востоке с британским Пенджабским районом Кангра, на юге — с княжеством Сукет и на юго-западе — с княжеством Биласпур. По состоянию на 1941 год население княжества Манди составляло 232 598 человек, а площадь княжества — 1139 квадратных километров (440 квадратных миль).

## История
После 1204 года, когда исламские захватчики разгромили династию Сена в Гауре (Бенгалия), члены королевской семьи бежали в горы, и Раджа Бир Сен первым основал государство Сукет. Позже из-за семейной вражды Сукет и Манди были превращены в два отдельных государства. Последний правитель Манди подписал присоединение к Индийскому союзу, таким образом, будучи включен в штат Химачал-Прадеш как округ Манди 15 апреля 1948 года с площадью 2950 квадратных километров (1140 квадратных миль).

## Правители княжества
Правители носили титул Раджи.
- Раджа Аджбар Сен (1499—1534, в 1499—1527 годах правил в Сукете, в 1527—1534 годах — в Манди)
- Раджа Чхатар Сен, 2-й раджа Манди (1534—1554), сын предыдущего
- Раджа Сахиб Сен, 3-й раджа Манди (1554—1575, или 1534—1554), сын предыдущего
- Раджа Нарайн Сен, 4-й раджа Манди (1575—1595 или 1554—1574), сын предыдущего
- Раджа Кешаб Сен, 5-й раджа Манди (1595—1616 или 1574—1604), сын предыдущего
- Раджа Хари Сен (? — 1637), 6-й раджа Манди (1616—1637 или 1604—1637), сын предыдущего
- Раджа Сурадж Сен (? — март 1664), 7-й раджа Манди (1637—1664 или 1623—1658), сын предыдущего
- Раджа Шьям Сен (? — 1679), 8-й раджа Манди (1664—1679 или 1658—1673), брат предыдущего. После его смерти совершили сати пять рани, две наложницы и 37 рабынь.
- Раджа Гаур Сен (? — 1684), 9-й раджа Манди (1679—1684 или 1673—1678), сын предыдущего
- Раджа Сидхи Сен (? — 1727), 10-й раджа Манди (1684—1727 или 1678—1719), сын предыдущего
- Раджа Шамшер Сен (1722—1781), 11-й раджа Манди (1727—1781), сын предыдущего
- Раджа Сурма Сен (? — 1788), 12-й раджа Манди (1781—1788), сын предыдущего
- Раджа Ишвари Сен (1784—1826), 13-й раджа Манди (1788—1826), сын предыдущего
- Раджа Залим Сен (? — июнь 1839), 14-й раджа Манди (1826—1839), брат предыдущего
- Раджа Бальбир Сен (ок. 1817 — 26 января 1851), 15-й раджа Манди (1839—1851), сын Ишвари Сена
- Раджа Биджай Сен (1846 — 10 декабря 1902), 16-й раджа Манди (1851—1902), сын предыдущего
- Раджа Бхавани Сен (17 апреля 1883 — 9 февраля 1912), 17-й раджа Манди (1902—1912), сын предыдущего
- Междуцарствие: 1912—1913
- Майор Раджа Сэр Джогиндер Сен Бахадур (20 августа 1904 — 16 июня 1986), 18-й раджа Манди (1913—1986), правнук Бальбира Сена.